# 1974 na política

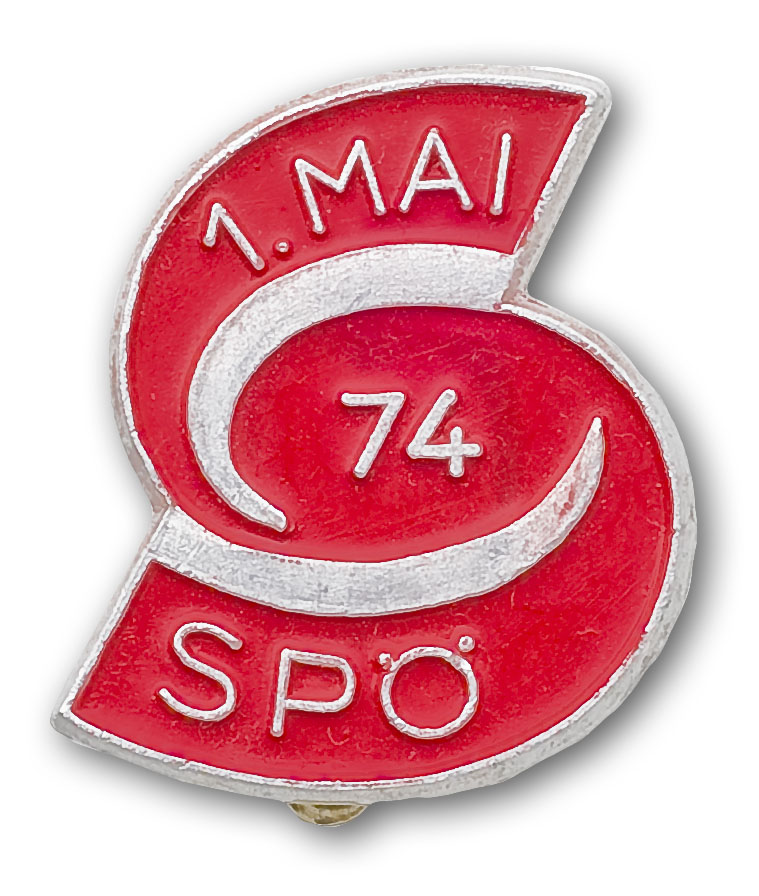
Emblema Spö do 1 de maio de 1974

## Eventos
- 8 de abril - Fundação da FLA - Frente de Libertação dos Açores.

## Nascimentos
| Data | Nome | Profissão | Nacionalidade | Observações | Ref |
| ---- | ---- | --------- | ------------- | ----------- | --- |

## Mortes
| Data         | Nome                   | Profissão                                                                        | Nacionalidade                  | Observações | Ref |
| ------------ | ---------------------- | -------------------------------------------------------------------------------- | ------------------------------ | ----------- | --- |
| 27 de março  | Eduardo Santos Montejo | presidente da República da Colômbia de 1938 a 1942                               | Colômbia                       | n. 1888     |     |
| 2 de abril   | Georges Pompidou       | primeiro-ministro da França de 1962 a 1968 e presidente da França de 1969 a 1974 | França                         | n. 1911     |     |
| 24 de abril  | Franz Jonas            | político austríaco e presidente da Áustria de 1965 a 1974                        | Áustria                        | n. 1899     |     |
| 1 de julho   | Juan Domingo Perón     | presidente da Argentina 1946 a 1955 e de 1973 a 1974                             | Argentina                      | n. 1895     |     |
| 4 de julho   | Amin al-Husayni        | líder religioso muçulmano e líder nacionalista árabe-palestino                   | Líbano                         | n. 1895     |     |
| 5 de outubro | Zalman Shazar          | presidente de Israel de 1963 a 1973                                              | União Soviética (Bielorrússia) | n. 1889     |     |